# Halpa-Halli
Kokkolan Halpa-Halli Oy is een Finse winkelketen. De eerste winkel van de keten werd in 1967 geopend in Pietarsaari. In 1969 werd een 2e filiaal geopend in Kokkola. Anno 2019 heeft de keten in totaal 35 winkels, waarvan de meest noordelijke in Oulu en de meest zuidelijke in Pori. De nieuwste winkel van de keten werd op 11 april 2019 geopend in Äänekoski. In 11 van de winkels is een café/restaurant aanwezig onder de naam HHKeittiö (voorheen HHCafé). Een landelijke dekking werd bereikt toen Halpa-Halli in april 2017 een online winkel opende.
In 2016 was HalpaHalli na Tokmanni de grootste discountwinkelketen in Finland. Het assortiment van de warenhuizen omvat onder meer voeding, kleding, accessoires, schoonmaakproducten, schoonmaakartikelen, fietsen en woon- en vrijetijdsproducten. De winkels van de keten verkopen vanwege de eigen bedrijfsprincipes geen tabak of alcoholische dranken van meer dan 2,8%. De keten weigerde ook postzegels van Tom of Finland te verkopen, daarbij verwijzend naar christelijke waarden.

## Geschiedenis
Halpa-Halli begon in 1967 toen Pentti Ylinen en zijn broer Heikki een pand huurden op Alholminkatu in Pietarsaari. De winkel verkocht kleding van Ylinen, opgericht door Heikki, evenals chemische benodigdheden.
Pentti en Heikki 's broer Esko Ylinen openden Halpa-Halli Kokkola het eerste filiaal op 15 augustus 1969. Halpa-Halli veranderde de detailhandel door het hanteren van een vaste prijs, tot ongenoegen van de concurrenten.
In de jaren zeventig breidde Pentti, volgens een ongeschreven regel tussen de broers Ylinen, het bedrijf uit naar het zuiden en Esko naar het noorden en het binnenland. Halpa-Halli's eerste centrale magazijn werd voltooid in de herfst van 1977 in het industriegebied Mesilä van Kokkola. Een jaar later werden de boekhouding en het voorraadheer geautomatiseerd.
In 1980 verhuisde het centrale magazijn met een oppervlakte van 2000 m² naar Kosila, Kokkola. Esko kocht de oorspronkelijke winkel in Pietarsaari van zijn broer Penti in 1986. In 1989 verhuisde het centrale magazijn naar zijn huidige locatie in het industriegebied Jänismaalle in Kokkolan. Het nieuwe magazijn heeft een oppervlakte van 12.500 m².
In 1991 verwierf Halpa-Halli Oy uit Kokkola de Halpa-Halli keten uit Vaasa. In hetzelfde jaar introduceerden sommige winkels een assortiment van vers voedsel toe als productcategorie. Halpa-Halli in Kokkola werd in 1993 omgezet in een besloten vennootschap. In 1994 werd een automatische bestelsysteem ingevoerd.
Het HHNet-webportaal werd in 2000 opgericht en in 2003 gesloten. In 2003 werden de eerste HHSport, HHCafé en HHKenkä geopend in Alahärmä. HHCafe Express is opgericht in 2007.
Het eigendom van Halpa-Halli werd in 2010 overgedragen aan de volgende generatie. De keten werd in 2011 onderscheiden met de Nationale Ondernemersprijs. Een landelijke dekking werd bereikt in 2017 toen de webwinkel werd geopend. In het voorjaar van 2018 wijzigde de schrijfwijze van Halpa-Halli in HalpaHalli. De activiteiten van HHSport eindigden in 2018. HHCafén veranderde haar naam in HHKitchen in de merkvernieuwing van 2018. In het najaar van 2019 verscheen Halpa-Halli's 50-jarig jubileumboek Talo, jonka Esko rakensi, geschreven door Hippo Taatila .

## Bedrijfsmodel
Halpa-Halli bouwt haar winkels voornamelijk in de stadscentra. Het grootste deel van HalpaHalle bevindt zich in kleine landelijke steden. In 2017 werd een online winkel geopend. Halpa-Halli heeft een eigen importorganisatie, via welke de import van eigen merken wordt afgehandeld. De levering van de producten van het centrale magazijn naar de winkels vindt plaats met eigen vrachtwagens, waarbij de chauffeurs op de eigen loonlijst staan.